# Автошлях N18 (ПАР)
N18 — південно-африканський автомобільний шлях, що пролягає від міста Воррентон в Північній Капській провінції до кордону з Ботсваною міста Раматлабама. Автошлях проходить через Фрейбург та Мафікенг.